# Pamparaptor
Pamparaptor micros
Genre
Espèce
Pamparaptor est un genre éteint de dinosaure déinonychosaure carnivore. C'est un dromaeosauridé, aux pieds semblables à ceux des Troodontidae, qui vivait à la fin du Crétacé (du Turonien au Coniacien) dans ce qui est maintenant la province de Neuquén, en Patagonie (Argentine). On le connaît grâce à l'holotype MUCPv-1163, pied gauche articulé et presque complet. La seule espèce connue est Pamparaptor micros.
Le spécimen trouvé dans la formation de Portezuelo (en) (sous-groupe du río Neuquén), qui fait partie du groupe de Neuquén (en), a tout d'abord été considéré comme le spécimen d'un jeune d'une autre espèce de dromaeosauridés, Neuquenraptor argentinus. Il fut toutefois considéré plus tard qu'il faisait partie d'un nouveau genre, Pamparaptor, par les paléontologues argentins Juan Domingo Porfiri (d), Jorge Orlando Calvo (d) et Domenica dos Santos (d) en 2011, et l'espèce type fut renommée Pamparaptor micros. 

## Étymologie
Le nom générique, Pamparaptor, est la combinaison de Pampa, l'environnement dans lequel ont été découverts les fossiles, et du latin raptor, « chasseur ».
L'épithète spécifique micros, qui signifie « petit », fait allusion à la taille du spécimen, dont la longueur est estimée de 0,5 à 0,7 m.

## Publication originale
- (en) Juan D. Porfiri, Jorge O. Calvo et Domenica dos Santos, « A new small deinonychosaur (Dinosauria: Theropoda) from the Late Cretaceous of Patagônia, Argentina », Anais da Academia Brasileira de Ciencias, ABC, vol. 83, no 1,‎ 1er mars 2011, p. 109-116 (ISSN 0001-3765 et 1678-2690, PMID 21437378, DOI 10.1590/S0001-37652011000100007, lire en ligne).